# Греческая операция НКВД
Греческая операция НКВД (греч. Eλληνική επιχείρηση της ΛΚΕΥ) — массовые репрессии против греков Советского Союза, проводившиеся в период «Большого террора» в рамках «национальных» операций НКВД. Основной этап операции начался 15 декабря 1937 года и продолжался до марта 1938 года; отдельные аресты продолжались и впоследствии. Было арестовано примерно 15 тысяч греков — как граждан СССР, так и подданных Греции, проживавших в СССР. Основными регионами репрессий стали Краснодарский край РСФСР и Сталинская область УССР. На Кубани было арестовано около 5200 лиц греческой национальности (примерно половину их составляли граждане Греции), на Донбассе — около 4500 (практически все — граждане СССР). В Абхазии и Аджарии арестована 1 тысяча греков.
Главными стали обвинения в шпионаже и контрреволюционной деятельности.

## Предпосылки и причины
Положение советской власти после революции и Гражданской войны было шатким. Попытка выстроить жёсткую вертикаль власти наталкивалась на сопротивление отдельных социальных слоёв, а также этнических групп, что повлекло в 1930-е годы не только кампанию раскулачивания, но и «национальные чистки», которые осуществлялись против представителей тех этносов, которые рассматривались властями как иностранные и потенциально враждебные ввиду связей со своими странами, где существовал враждебный по отношению к СССР политический режим.
Зачисление греков в СССР в число подлежащих репрессиям народностей было во многом обусловлено восстановлением монархии в Греции в 1935 году и приходом в следующем году к власти Иоанна Метаксаса, установившего правый антикоммунистический режим в стране (в частности, была запрещена влиятельная в Греции Коммунистическая партия).
7 августа 1932 года вступил в действие закон «Об охране социалистической собственности» (известный также как «указ семь восьмых» и «закон о трёх колосках»). В 1936 году Николай Ежов в должности наркома внутренних дел СССР сменил Генриха Ягоду. 2 июля 1937 года решением Политбюро ЦК ВКП(б) П51/94 «Об антисоветских элементах» предписывалось в пятидневный срок составить списки всех лиц, причастных к антисоветским акциям и таким образом подлежавшим расстрелу или высылке. 30 июля 1937 года Ежов издал приказ № 00447 «Об операции по репрессированию бывших кулаков, уголовников и других антисоветских элементов».

## Ход событий
Начало репрессиям положила директива № 50215 от 11 декабря 1937 года за подписью народного комиссара внутренних дел СССР Н. И. Ежова. Она сообщала, что органы НКВД разоблачили и должны немедленно ликвидировать широкую сеть греческих националистических, шпионско-диверсионных, повстанческих, вредительских организаций, конечной целью которых является ликвидация советской власти в местах компактного проживания греков на территории Советского Союза и установления буржуазного государства фашистского типа:
«Материалами следствия устанавливается, что греческая разведка ведет активную шпионско-диверсионную и повстанческую работу в СССР, выполняя задания английской, германской и японской разведок. Базой для этой работы являются греческие колонии в Ростовской-на-Дону и Краснодарской областях Северного Кавказа, Донецкой, Одесской и других областях Украины, в Абхазии и других республиках Закавказья, в Крыму, а также широко разбросанные группы греков в различных городах и местностях Союза. Наряду с шпионско-диверсионной работой в интересах немцев и японцев, греческая разведка развивает активную антисоветскую националистическую деятельность, опираясь на широкую антисоветскую прослойку (кулаки-табаководы и огородники, спекулянты, валютчики и другие) среди греческого населения СССР. В целях пресечения деятельности греческой разведки та территории СССР приказываю:
1. 15 декабря сего года одновременно во всех республиках, краях и областях произвести аресты всех греков, подозреваемых в шпионской, диверсионной, повстанческой и националистической антисоветской работе.

2. Аресту подлежат все греки (греческо-подданные и граждане СССР) следующих категорий: а) находящиеся на оперативном учёте и разрабатываемые; б) бывшие крупные торговцы, спекулянты, контрабандисты и валютчики; в) греки, ведущие активную антисоветскую националистическую работу, в первую очередь из среды раскулаченных, а также все скрывавшиеся от раскулачивания; г) политэмигранты из Греции и все греки, нелегально прибывшие в СССР, независимо от страны, из которой они прибыли; д) все осевшие на территории СССР греки, так называемые закордонные агенты ИНО НКВД и разведывательного управления РККА.

…

5. При необходимости производства арестов лиц командного и начальствующего состава, имеющие военные и специальные звания, а также специалистов и лиц, входящих в номенклатуру ЦК, запрашивать санкцию НКВД СССР.

…

7. О результатах операции по арестам донести к 18 декабря. О ходе следствия доносить пятидневными сводками с сообщением итоговых цифровых данных и наиболее существенных и важных показаний.
Народный комиссар внутренних дел СССР

Генеральный комиссар государственной

Безопасности ЕЖОВ»

Текст директивы почти совпадает с текстом предыдущих директив НКВД, которые распоряжались относительно других национальных чисток: латышской операции (от 30 ноября 1937 года), финской, эстонской, румынской и других подобных. Она четко указывала[где?] число греков, которых необходимо арестовать, сколько из них расстрелять и отправить в лагеря на 10 лет. На подготовку списков с фамилиями для выписки ордеров на арест отводилось трое суток. На следующий день после подписания Директивы 12 декабря 1937 года состоялись выборы, в результате которых депутатами Верховного Совета СССР стали и греки: Герой Советского Союза Иван Папанин, Герой Социалистического Труда Паша Ангелина, Герой Советского Союза Владимир Коккинаки (позже все трое стали дважды Героями Советского Союза) и другие.
15 декабря 1937 года волна арестов прошла над Грузией, Крымом, Донецкой и Одесской областями Украины, Краснодарским краем и Азербайджаном. Операция оказалась наиболее кровавой среди других «национальных чисток» на территории СССР. В первую же ночь в Харькове среди более 30 греков арестовали Константина Челпана — главного конструктора двигателя танка Т-34, которого недавно наградили орденом Ленина. За десять дней операции в республиках Советского Союза арестовали около 8000 греков.
| Область             | Число жертв    |
| ------------------- | -------------- |
| Донецкая область    | 4500—4600 чел. |
| Одесская область    | 250—300        |
| Запорожская область | 100—200        |
| Харьков             | 50—70          |
| Киев                | 30—40          |
| Другие регионы      | 100—150        |

31 января 1938 года вышло постановление Политбюро ЦК ВКП(б) № П57/49 с разрешением на продление сроков репрессий, внесудебный порядок рассмотрения дел и предложением проведения новых этнических чисток:

1. Разрешить Наркомвнуделу продолжить до 15 апреля 1938 года операцию по разгрому шпионско-диверсионных контингентов из поляков, латышей, немцев, эстонцев, финнов, греков, иранцев, харбинцев, китайцев и румын, как иностранных подданных, так и советских граждан, согласно существующих приказов НКВД СССР.
2. Оставить до 15 апреля 1938 года существующий внесудебный порядок рассмотрения дел арестованных по этим операциям людей, вне зависимости от их подданства.
3. Предложить НКВД СССР провести до 15 апреля аналогичную операцию и погромить кадры болгар и македонцев, как иностранных подданных, так и граждан СССР.
СЕКРЕТАРЬ ЦК

Оперируя приблизительными цифрами, Иван Джуха называет 5000 — 6000 жертв «греческой операции» на территории Украины.
Греков судили не «тройки». В Приазовье действовали и «тройки», однако их «вклад» (по Приазовье) составляет 345 расстрелянных и 45 высланных, в то время как особого совещания — соответственно 3125 и 109 человек. а особое совещание, в состав которой входил лично Николай Ежов и Прокурор СССР Андрей Вышинский. Из тюрем в регионах в Москву поступали списки с именами арестованных (как и в ходе предыдущих национальных операций). Чиновники быстро рассматривали списки и целыми альбомами подавали на подпись Ежову и Вышинскому. Поэтому такой способ вынесения приговора называют «альбомным».
Наибольшим «островом» лагерного «архипелага» позже стала Колыма, куда попали менее полутора тысяч греков; около 100 человек попали в Норильский лагерь, более 130 — в лагеря республики Коми, более 200 человек — в казахстанские, 60-80 человек — в архангельские лагеря На территории Архангельской области лагерей было несколько, в самом же Архангельске — ни одного. Из лагерей вернулась только половина высланных. В «Справке о составе заключенных, содержащихся в ИТЛ НКВД на 1 января 1939 года» упоминаются 2030 греков. Кроме того, в лагерях отбывал наказание ещё 451 грек — граждане Греции (подданные Греции составляли 11 % среди иностранцев-узников ГУЛАГа). То есть, в лагерях состоянию на 1938 год находились около 2500 греков, из которых 600—800 человек погибло в период 1938—1941 годов.
Также в то время велась активная деятельность по раскрытию контрреволюционных элементов. «Контрреволюционные» организации уличили в Ростове-на-Дону, Мариуполе и едва ли не каждом греческом селе Приазовья, Баку, Краснодаре, Ашхабаде, подмосковных Люберцах и даже в заполярной Игарке. Среди других мероприятий «греческой» операции: закрытие всех национальных греческих школ в СССР, издательств, газет; расформирование Греческого национального района на Кубани (среди репрессированных 92-94 % расстреляны), а на его месте сформирован Крымский район.

## Реакция Греции
По состоянию на 1937 год, 95 % всех иностранных подданных в СССР составляли греки, долго жившие в Турции, а в начале XX века вынужденные спасаться от геноцида. Однако официально Грецию и СССР связывало торговое соглашение, и правительство Греции не желало портить отношения со стратегическим партнером из-за «русских греков», хотя время от времени и посылало формальные ноты протеста.
Тогда Советский Союз предложил принять Греции своих соотечественников, однако Греция отказалась, поскольку считала греков СССР носителями коммунистической идеологии и не желала её распространения в стране. Кроме того, Греция переживала экономические затруднения в связи с греко-турецким обменом населения 1923 года. Впрочем, Греция всё же приняла около 10 тысяч беженцев, несмотря на то, что желающих получить политическое убежище насчитывалось не менее 40 тысяч. Формальный отказ был дан из-за того, что греческие посольства были не в состоянии выдать тысячи новых виз и паспортов.

## Проблемы реабилитации в России

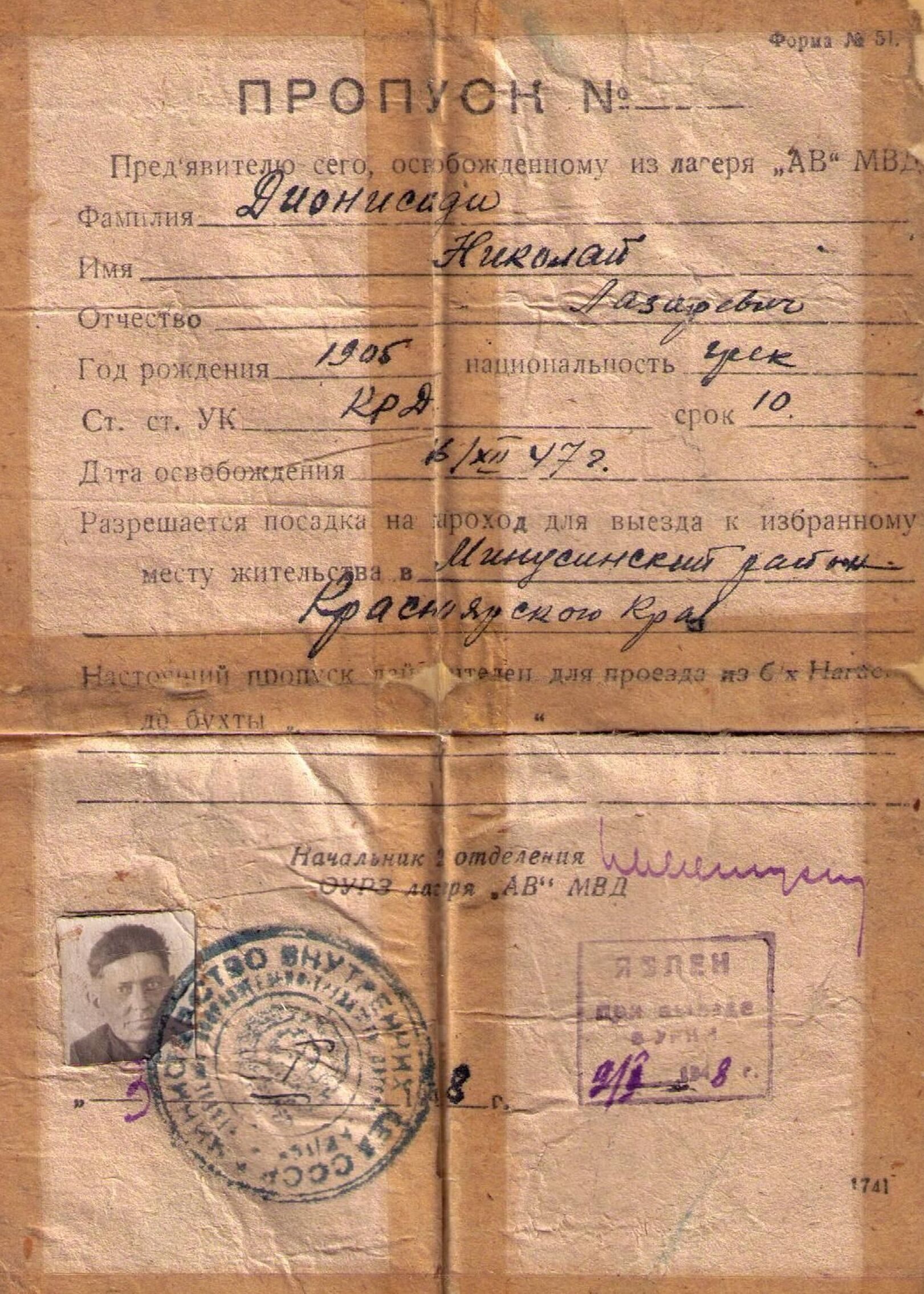
Пропуск — разрешение на посадку на пароход в бухте Нагаево после освобождения из лагеря. Выдан Николаю Дионисиади. ОУРЗ (Отдел учёта и распределения заключённых) Лагеря «АВ» МВД. 2 января 1948 года.

Нерешенным остается вопрос реабилитации греков как нации: все репрессированные поименно реабилитированы, однако нация в целом — нет. На Украине подобная инициатива ещё не выдвигалась, однако греки России с 1993 года добиваются политической реабилитации как нации. Закон РСФСР № 4 107-1 «О реабилитации репрессированных народов» от 26 апреля 1991 года не называет ни одного народа, поэтому является базовым для принятия решений по конкретным нациям согласно статье 13. Вместе с тем, на протяжении 1992—1994 годов были официально реабилитированы: российские немцы — Указом Президента РФ № 231 от 21 февраля 1992 года; российские корейцы — Постановлением Государственной Думы РФ № 4721-1 от 01 апреля 1993 года; российские финны — Постановлением Государственной Думы РФ № 5229-1 от 29 июня 1993 года; карачаевцы — Постановлением Правительства РФ № 1100 от 30 октября 1993 года; калмыки — Указом Президента РФ № 2290 от 25 декабря 1993 года и балкарцы — Указом Президента РФ № 448 от 3 марта 1994 года.
В 2005 году Иван Саввиди подал к рассмотрению Госдумы законопроект «О реабилитации российских греков», в котором предлагалось признать, что политическая реабилитация российских греков означает их право на свободное национальное развитие, а также право восстановить гражданство Российской Федерации грекам, которые были незаконно депортированы в другие республики СССР. В то же время в администрацию Президента РФ было направлено письмо, в котором Саввиди было отвечено на его письмо в адрес администрации. В письме от администрации Президента отмечалось, что выселение греков осуществлялось иначе, не как «российских греков», а как греческих подданных, бывших греческих подданных или греческих подданных, принятых в российское гражданство. Кроме того, выселение производилось не столько с территории РСФСР, сколько с территорий других республик бывшего СССР — Грузинской, Азербайджанской, Армянской и Украинской; и в связи с этим постановка вопроса об издании указа Президента Российской Федерации о реабилитации российских греков представляется проблематичной. После этого законопроект был снят с рассмотрения по просьбе его автора.